# メイド刑事
『メイド刑事』（メイドデカ）は、早見裕司による日本のライトノベル。また、それを原作とする宇佐美道子の漫画、およびテレビ朝日系列で放送のテレビドラマ。イラストははいむらきよたかが担当している。GA文庫（ソフトバンククリエイティブ）より2006年4月から2009年7月まで刊行された。

## ストーリー
日本有数の名家・海堂家の当主にして29歳で警察庁長官（ドラマでは京都府警察本部長）に就任した海堂俊昭の専属メイドである若槻葵は、普段は海堂家に仕えているがそれは表の顔。事件が起これば俊昭の命で警視監（同じく京都府警特命刑事）として巨悪の巣窟に身を投じ、潜入捜査を行う。
そして犯罪の証拠を掴むと特注のクイックルワイパー（キューティークリーナー）を武器に敢然と闘い、成敗するのである。

## 登場人物
主要人物
若槻 葵（わかつき あおい）
本作の主人公。清瀬七中に在学時、父が汚職事件で自殺したと偽装され、母が自殺した後初代清瀬チームの頭（ヘッド）に拾われた。その後、三年前まで三千人を率いるレディース『関東流れ星連合』の二代目総長。『命知らずの葵』とも呼ばれたほどだった。国家特種メイドの資格を有し、日本有数の名家・海堂家に仕える17歳の少女。但し、それは表向きの顔であり裏の顔は主人である京都府警本部長・俊昭より警視相当の地位を拝領している警視庁特命刑事である。
俊昭の命で住み込みのメイドとして潜入捜査を行い、犯罪の証拠を挙げて摘発するのが基本パターンであり、決め台詞は「悪党ども、冥途が待ってるぜ！」（漫画でも使用）。
普段は眼鏡っ娘だが、眼鏡を外すと態度が一変して攻撃的になる。また、同じ清瀬出身の中森明菜の曲を海堂からもらったMP3プレーヤーに入れ、事件後によく曲を聴くシーンがある。
海堂 俊昭（かいどう としあき）
29歳にして警察庁長官に就任した俊英。通常の捜査では手が出せない権力者の犯罪を摘発するため、葵に潜入捜査を命じる。警視庁で第8方面本部長を務めていた当時、ローラー作戦により、レディースだった葵たちを追い詰め、葵をタイマンで下し、家に引き取りメイド刑事にした。
朝倉（あさくら）
海堂家に代々、仕えている老執事。家事一切の最終決定権者であると共に、独自の情報網を駆使して警察庁長官である俊昭をサポートする。
ニキータ
国家資格などとは無縁だが、家事も戦闘能力もすご腕のメイド。ひとつの屋敷にとどまらず勤め先を転々とするため、流れメイドと呼ばれている。ペティナイフを使った攻撃を得意とする。新興IT企業への潜入捜査で葵と対峙するが、互いに実力は認めている。面白いことには首を突っ込み、お祭り騒ぎと子供が好きで、嫌いなものはハーブティーと警察。
ルカ（浜地聖（ルカ））
朝倉の孫である。親友の堀之内静香（後述）のためにクラスメイトを殴った後、母に心無い一言を言われ、家出。その後、四代目総長曜子が率いるレディースに拾われたが、今は葵と一緒に海堂家のメイドとして働いている。当初は葵やさくらに反発していたが、数々の事件を通しておとなしくなっていった。スーパーボールを使った攻撃が得意。
警察関係
梶 裕行（かじ ひろゆき）
警察庁特捜班の警視正。葵を娘のように思い手助けをしてくれる。独身。
堂本
岩手県出身の国家公安委員長。葵のようなメイド刑事や、警察庁特捜班を作るのを認可した。山口県出身の政治家の娘と結婚したが、よく海堂家へ食事に来たり、人目を忍んで友人から借りたという別荘へ遊びに行くというおちゃめな一面も見せる。この点で梶曰く枠から外れた人と表現されている。
伊原
警視庁警視。堂本のSPのリーダー。葵やルカの淹れた紅茶を気に入って別荘での事件後海堂家へ飲みに来た。
桜木
姉尾県本部長警視監。極度のマキャベリストで、本部長になった後八時ルール（午後八時以降は外出許可証が必要）を制定、また『黄金の剣』を利用して自分に反対するものを徹底的に粛清していった。海堂の同期で警察庁長官への道中であったが、第3方面本部長時代に立てこもり事件で、人質の安全を最優先せず犯人を捕らえようとし、人質を負傷させ、下半身不随にしてしまい警察庁長官への道を閉ざされた。
敵対組織
あの方
巨悪。木之上（後述）や桜木を利用し、海堂や葵を追い詰めようとしている。
黒須 貴美香
あの方に仕える白メイド。貿易商の娘。罠を仕掛けるため、佐原家に仕えていた。また、木之上を利用した。彼女の体には軽い金属の鎧のようなものをつけ、カチューシャには刃物を仕込んであるため白バラで金属の匂いを消している。奥飛騨忍群を従える。
黒須 真奈香
貴美香の双子の妹。姉同様、あの方に仕える白メイド。桜木を利用するため桜木家に一時仕えていた。姉とともに、葵からは邪悪な白メイドと呼ばれている。

## 武装・小道具
クイックルワイパー
メイド刑事と海堂宅メイド、どちらの立場としても葵の主要武器。
本来は花王が発売している住宅用清掃剤・器具などの総合ブランドで、この名前からもっとも一般的にイメージされる清掃用具のこと。
ただし葵が使用しているものは警察庁特製の特殊重合金を素材とした、その重量を2kg程度にまで抑えた“特命刑事用の特殊武器”である。
38口径通常型弾丸位なら、直撃を受けても破損しない“しなり”と“強度”を持つ。
先端のワイパー部を取り外すと中に刃が仕込まれており、槍として使用することも可能。
市販製品（使い捨ての布部分）との互換性もあり本来のお掃除用具としても使用可能で、本来メイドとして働く葵にはどちらかといえば清掃用具として使用する用途の方が多いと思われる。
商標であるためコミック版及びドラマCDでは「クイック・ワイパー」、テレビ版では「キューティ☆クリーナー」という呼称に変更されている。
メイドの一里塚
「冥途の一里塚」に引っ掛けている。
作中、主要武器のクイックルワイパーしか携帯していないはずの葵であるが犯人達の悪事を暴く際にどこからともなくドライアイスの煙と共に用意される“桜の代紋”（旭日章 (警察章)）と並ぶ水戸黄門の印籠的アイテム。
不思議なことに、作中のどの犯人達もまずこの「メイドの一里塚」を見てかなり驚いている様子から少なくとも本作品世界の裏社会では都市伝説的に噂に上っている一品と推察される。
毎回クライマックスの際、この一里塚の上に葵が立って口上を述べていることからも形状的にはそれなりの大きさで人一人が乗っても問題無い程度の強度と重量があると思われる。
メイドの土産
逮捕した犯罪者達が連行される際、葵がそっとレースのハンカチに包んで渡す品。
犯人達に改心して欲しいという、葵の気持ちが込められた品物である。
ただし今まで明確な説明が一度も出てこないため、この贈り物がどんな物であるかは不明。
ペティナイフ
流れメイドのニキータの主要武器。
見た目の形状は一般家庭のキッチンでよく見る“柄の黒い包丁”に似てる物が多いが、ニキータの武器としては“Henckels ミラノ ペティナイフ”の様な柄と刃が一体形状のデザイン的にもナイスなペティナイフをイメージとしている。
スーパーボール
ゴム材質の球状の玩具で、ルカの主要武器。
サイズの大きいモノはかなりの反発力とそれなりの重量を有するので、直撃でも怪我はしないものの当たると痛い。

## 書誌情報
ソフトバンククリエイティブ・GA文庫刊。
1. 2006年4月15日発売 ISBN 4-7973-3444-4
2. 2006年7月15日発売 ISBN 4-7973-3669-2
3. 2006年11月15日発売 ISBN 4-7973-3774-5
4. 2007年3月15日発売 ISBN 978-4-7973-4141-6
5. 2007年9月15日発売 ISBN 978-4-7973-4291-8
6. 2008年2月15日発売 ISBN 978-4-7973-4615-2
7. 2008年7月15日発売 ISBN 978-4-7973-4924-5
8. 2009年2月15日発売 ISBN 978-4-7973-5358-7
9. 2009年7月15日発売 ISBN 978-4-7973-5493-5

漫画
2007年10月12日よりウェブコミック誌『FlexComixブラッド』（Yahoo!コミック内）で連載開始、2008年6月10日より掲載誌を『FlexComixネクスト』へ移した。同年12月16日、最終話掲載。作画・宇佐美道子。
1. 2008年2月12日発売 ISBN 978-4-7973-4648-0
2. 2008年8月9日発売 ISBN 978-4-7973-4964-1
3. 2009年1月8日発売 ISBN 978-4-7973-5216-0

## ドラマCD
2008年9月25日発売。
キャスト
- 若槻葵 - 小林沙苗
- 海堂俊昭 - 高橋広樹
- 朝倉英徳 - 品川徹
- 梶警視正 - 松山鷹志
- ニキータ - 手塚ちはる
- 伊波光彦 - けいたろう
- 塚越要 - 恒松あゆみ
- 店長 - 上田燿司
- メイド1 - 阿澄佳奈
- メイド2 - 田中里和

## テレビドラマ
2009年6月26日から9月11日まで毎週金曜日23:15 - 翌0:10に、テレビ朝日系の「金曜ナイトドラマ」枠で放送された。主演は福田沙紀。

### 概要
物語の舞台を京都に設定し、金曜ナイトドラマ枠では初めてとなるオール京都ロケとなった。他にも登場人物の追加など、原作からの変更点は多い。また、この枠の夏クールのドラマとしては珍しく、6月末からのスタートとなっている（これは毎年7月中旬にある全英オープン・ゴルフや、世界水泳ローマ大会の放送があり、それに伴う休止など変則処置があったことも影響する）。この他、放送直後からテレビ朝日が開始する動画配信サービス「テレ朝動画」にて有料動画配信を行っていた。
2010年1月21日に全話収録のDVD-BOXが発売。

### キャスト

#### 主人公
若槻 葵
演 - 福田沙紀（幼少期：前田莉緒）
本作の主人公。18歳。幼い頃に父が冤罪によって追い込まれ自殺、その葬儀で母が倒れそのまま死去し両親を相次いで失う。いじめによって居場所が無くなりレディースの総長をしていたが、掃討作戦で海堂とタイマン勝負し敗北。そんな自分に手を差し伸べてくれた海堂のために厳しい訓練を経てメイド刑事となった。
海堂の命令によりいわくつきの屋敷にメイドとして潜入。メイド時は完璧な仕事をしながら証拠を収集、制裁時には「悪の汚れ、お掃除させていただきます!」の決め台詞と共に、特殊重合金製の専用武器「キューティー☆クリーナー」を振るい、犯罪者をなぎ倒す。他にも最初の一撃として仮面ライダーばりの「メイドキック」を食らわせたり、尾行時にからんできた男には銭形平次よろしく小銭を投げつけてひるませるといった小技もある。
普段はしっかりとしたメイド口調だが、戦闘時や気に食わない人間を相手にしたときにはレディース時代のような粗暴な口調で話すことも。また、仲のいい曜子と話す際は普通の女の子らしい口調でやり取りをしている。また、潜入先から帰った際には潜入先に影響されてしまうことも（京言葉、やくざ風口調など）。なお、携帯の着メロは番組主題歌である「無敵な愛」。
潜入捜査としてコスプレをすることも多く、本編中では通常のメイド服、レディース時代の特攻服の他に、中学生の時の制服、女医（2話）女剣士（3話）町娘（4話）ネコミミメイド（7話）ウエディングドレス（8話）掃除用の服（9話）キャバクラ嬢（10話）を披露している。

#### 京都府警
海堂 俊昭
演 - 原田龍二
京都府警察本部長（警視監）で葵の主人。クールな印象だが、実は熱血漢。周囲からの信頼も厚く、葵とのタイマンにも勝利するなどまさにパーフェクトな男。
梶 正治
演 - 的場浩司
京都府警本部捜査一課の刑事。階級は警部補（係長）。海堂の大学時代の先輩だったが、海堂が国家公務員第一種試験に合格、キャリアとなったため立場が逆転した。現在でも関係は良好で、葵にも捜査情報を提供するなど良き協力者でもある。
チンピラの様な風貌だが、スケバン刑事を見て刑事を志すなど実際は明るくお人好しな性格。一方で犯人に対してはいかなる事情があろうとも厳しく接する。ただ、少しおっちょこちょいでもあり、葵に不審者と間違われて一撃を喰らうこともしばしば。実はMission10で登場するキャバクラの常連（しかもデブ専）である。
百瀬 玲子
演 - 中山恵
京都府警本部捜査一課の刑事。梶の部下として動いている。優しく真面目な性格で警察内のムードメイカー的存在。葵とも連携し事件解決の手伝いをすることもあるが、大活躍の葵に憧れて潜入捜査やコスプレに挑戦したり、時には仕事ということも忘れ個人的に憧れのターゲットに接触する暴走状態になることも。

#### 海堂家
朝倉
演 - 品川徹
海堂家執事。主人の海堂に対する忠誠心は高く、豊富な知識と経験を持つ。また、葵を立派なメイドにした立役者。過去はかなり謎めいている（戦時中は少年衛生兵だった、舞妓を半年かけて口説いたなど）が、信頼できる人物。葵のおとり結婚式に神父として潜入したことも。
坪内 さくら
演 - 大島蓉子
海堂家のコック。得意料理はパン。葵の不在時はメイドの仕事もするが、少し雑である。明るい性格で葵の母親的存在。

#### その他
伊藤 曜子
演 - かでなれおん
葵のレディース時代の後輩。本人はまだ現役で、葵を「姐さん」と呼ぶ。葵に忠誠心を持ち、葵がレディースを抜けて以降は「二度と会わない」と誓っていたものの、2話で怪我を負い助けられた事を機に、彼女や警察への協力をしていくようになる。レディースということもあり明るい性格だが、それがもとで自分や潜入中の葵の正体がばれそうな時も。葵の要請でメイド喫茶やキャバクラに潜入する際も特攻服で行くなど作戦が破綻しそうな時もあるが、何故か「ツンツン系が良い」として受け入れられてしまう。レディースとあって京都の道路事情に詳しい。
若槻 夕子
演 - 安井牧子（Mission1、Mission2）
葵の実母。夫の葬儀の直後、急逝する。
- タイトルナレーション - 蟹江敬三

#### ゲスト

##### Mission 1「京都セレブ夫人を救え!!」
仙石定子
演 - 石野真子
宗一郎の妻。代々国会議員を輩出している名士の家系。現在は肝臓の病に伏せており車いす生活をしている。ロシアンティーが好物。
かつて家柄と関係なく付き合ってくれた宗一郎と恋愛結婚し、宗一郎を今でも愛している一方、純粋だった宗一郎を金と権力の亡者にしてしまった事を悔やんでおり、「その姿を見たくない」ということからロシアンティーを使って毒殺される計画を知りつつも、その後の立花の死もあってか深入りしないよう忠告したり、潜入がバレた際には自分の部屋に匿うなど葵の身を特に案じている。
全てが明らかになった後、宗一郎を変えてしまった事を悔やみ包丁で自殺しようとするが、葵に諭され思いとどまり、宗一郎と再び愛を誓いあう。
仙石宗一郎
演 - 国広富之
京都府議会議員で仙谷家の当主。元々は普通のサラリーマンだったが、仙石家に入ったことで政治家となった。 一方で国政進出への足がかりとして玉村を通しての収賄や恵理加と愛人関係になるなど裏では金と権力にまみれた行動をとっている。しかし、葵に裏の関係について詰問された際には恵理加との浮気を心配するなど、本心では定子に一途である。
玉村達の立花殺害や定子殺害計画を始めとした企みには気づかず、全てが明らかになった後に発生した定子の自殺騒動でその気持ちに気づき、心を入れ替え再び愛を誓い合った後、収賄の容疑で連行された。
中澤真弓
演 - 中山里沙
仙谷家に仕えるメイドで葵の先輩となる。葵に対し、過去に立花が「屋敷の花瓶などは全てレプリカである」と言っていたことを伝え、遺書が偽造である証明となった。
神保由乃
演 - 角替和枝
仙石家に古くから仕える料理番。新参者の葵に厳しく接するが、完璧な実力を見てからは仙谷家を探ろうとする葵に釘を差しつつも、仙谷家の歴史について教えるなど良好な関係になる。
自家製マーマレードが特に美味しく、事件解決後にはお礼として葵に作り方を教えた。
篠原恵理加
演 - 宮本真希
仙石家のハウスキーパー。仙石家に仕えるメイドのトップとして屋敷を仕切る。
一方、裏では宗一郎の愛人でもあり、普段はクールに振る舞うが、自室は散らかっていたり、不倫の際には大胆に甘えるなど見た目と中身が正反対の人間でもある。
その正体は玉村の部下であり、玉村と共謀して仙谷家の財産を手に入れるべく、定子のロシアンティー用ジャムに毒を入れて殺害しようとしていた。
全てが明らかになった後は裏金を持って逃亡しようとするも梶たちによって逮捕された。
玉村剛
演 - 川原和久
玉村不動産社長。表向きは宗一郎のゴルフ仲間。初対面の葵にセクハラをしようとするが、逆に腕を強烈にねじられる反撃を受けた。
その正体は広域指定暴力団の幹部でもあり、宗一郎を通して贈収賄を行い、その仲介料を稼いでいた。また、屋敷にはボディガードとして組員を多数配置している。
また、裏では恵理加と共謀し、定子殺害のため恵理加に毒の混入を指示。定子殺害後は後釜に恵理加が座った後、宗一郎も殺害して仙谷家の財産を全て手に入れようとしていた。
全てが明らかになった後は組員たちをけしかけるも一蹴。自身も薙刀で挑むも完璧に打ちのめされ逮捕された。
立花由紀
演 - 藤岡涼音
仙谷家に仕えていたメイド。京都市内の川で溺死体として発見される。仙谷家に伝わる高価な花瓶を割ったとして遺書を残し自殺したと見られていたが、遺書に指紋がついていないということから殺人事件として捜査しようとしたものの、裁判所からの圧力がかかり捜査できないということから葵が潜入に向かった。
定子にロシアンティーを出す担当をしており、その時に使うジャムに毒が混入されていることを知り定子に伝え、ジャムの調査をしようとしたものの、その口封じのため玉村たちに殺害された。

##### Mission 2「メイド刑事、誕生の秘密!」
三津田勇次
演 - 杉浦太陽
三津田家の次男。医者の家系に生まれながら医学部に落ち続けた結果断念し、現在は3浪の末、別の学部に通う大学生。しかし、本人はそのことを悪く思っておらず、自分のやりたいことをやれればいいと思っている。初対面の葵にもチャラく接し葵を困惑させるが、朋美の事を立てるなど相手想いの優しい性格でもある。
実は紅と真剣に交際をしており、家族に内緒で警備員のバイトをして指輪を買うなど結婚・独立も考えていた。
事件解決時には曜子の運転で現場に連れてこられ、紅にプロポーズをし無事に結ばれた。
事件解決後には家を出て一人暮らしを始めた。
三津田秀一
演 - 波岡一喜
三津田家の長男であり三津田総合病院で働く心臓外科医。笑顔を見せることがなく、指示を無視した患者や看護師を怒鳴り散らすことから、患者からは「鬼先生」とも呼ばれている。一方で、仕事が終わってからも手術の練習をするなど自分も努力することを忘れない真面目な性格。
長男で跡継ぎということもあり、自分ばかりが努力しなければならないというプレッシャーからか「努力をしない人間」を頑なに嫌っており、医者になれなかった勇次や、玉の輿にのった朋美を嫌っている。また、初対面の葵にも財産や勇次目当てではないかと嫌味を言った。
葵が屋敷を後にする際にも嫌味を言うものの、葵に諭され、ぶっきらぼうだが朋美のことを「おふくろ」と呼んだ。
三津田朋美
演 - 相本久美子
勲の後妻で、秀一・勇次の義母。元・看護師という経歴を持つ。
早く息子達と打ち解けるよう努力しており、勇次とはすぐに打ち解けたものの、秀一とはまだ打ち解けていないことを気にしている。
事件解決後には葵に諭された秀一が「おふくろ」と呼んでくれたことに喜んだ。
三津田勲
演 - 峰蘭太郎
三津田総合病院院長で医師会長も務める。家族の事を大事に考える一方、秀一の頑固な性格が丸くなればいいとも願っている。ゆくゆくは秀一を次期院長に、勇次も病院の事務職に就かせようと考えていた。
新谷満
演 - 菅原大吉
三津田総合病院事務長で、勲と秀一を病院まで送り届ける運転手。
その裏では大麻の栽培を行っており、その売人として紅に「交際していることが勇次の父にバレたら勇次が勘当される」と脅して密売させた上、勇次が事務に就くことで業者との癒着や不正経理などが三津田家に発覚することを恐れ、警察宛に「三津田勇次が大麻を密売している」という告発状を送り、罪を着せようとしていた。
紅の前で全てを暴かれ、葵を襲うも一撃で倒され逮捕された。
妹尾紅
演 - 仲村瑠璃亜
葵がレディースから抜けた後に就任した三代目総長。親に虐待され路上生活していた所を葵がレディースに誘い、最終的に跡目として葵が総長に指名し就任していた。
しかし、新谷に脅され大麻の密売に手を染めレディース内に蔓延させ、歯向かった曜子に対し制裁として暴行していた。
葵の説得に対して「警察の犬」と軽蔑し、後輩をけしかけるも倒され葵と一騎打ちを行い、その中で真相を告げられた。
戦闘後、曜子が連れてきた勇次からのプロポーズを承諾。帰りを待っていることを告げられ連行されていった。

##### Mission 3「天才女優をボディーガードせよ!」
大空瞳
演 - 中山忍
アイドル出身の女優。「戦国女子高生」で初主演を務めるが、撮影がスタートしてから不可解な事故が相次ぐなど「呪われた映画」と言われている。
自らを「天才女優」と称し、夫の青柳の前ではか弱く猫をかぶっているが、井田や付き人として接する葵に対しては高圧的に接するなど葵曰く「とんだタヌキ」。その裏では自室や入浴中に必死に台本を読み込むなど影で努力する一面もある。 また、青柳とはいわゆる「セレブ婚」だが、それゆえ良くない噂も多く流れている。
実はえり殺害後に悪口ノートを見てしまい、それによって青柳がえりを殺したことや不倫関係を知ってしまう。だが、青柳を心から愛していたため悪口ノートを守っていた。
葵のいない間に青柳に電話をし「ノートを持ってる」と誘い出したが、それによってコテージに拉致監禁され殺されかけるも葵に助け出される。
助け出された後は葵の言葉に感銘を受け、「戦国女子高生」としての製作は中止となったものの、監督の心意気で低予算に組み替えられて撮影が続行されることとなった。
青柳志朗
演 - 神保悟志
瞳の夫。IT企業で財を成したセレブ社長。「戦国女子高生」も妻を女優として大成させるために彼が出資金を集めて制作した。映画をアジアなどで巨額の興行収入が見込める「夢の映画」と称しており、最終的には瞳をハリウッド女優にしようとしている。一方で葵に対しては瞳を守るよう監督の吉本との関係に注意するよう助言した。若いころはアクションスター志望であり、その実力は葵と並ぶほど。一方で葵に一目ぼれし、不倫を持ちかけるといった一面も持つ。
しかし実際は大道具など経費節減した分を着服し、その詳細を「裏帳簿」に残していた。同時にトラブルなどで映画の撮影期間をできる限り長くし、詐欺として立件ができないようにしていた。また、その裏帳簿を入手し脅迫したえりを殺害して取り返していた。
瞳からの「ノートを持っている」という言葉から瞳を山奥のコテージに拉致監禁し、最終的には瞳・葵とも殺そうと計画していたが、瞳が持っていたのは「悪口ノート」であったため失敗。裏帳簿を持ってきた葵に全てをばらされたため葵と対決。コテージの甲冑にあったサーベルで戦うが、本気を出した葵には太刀打ちできずにノックアウトされ逮捕される。連行時には瞳に対して「自分の夢は女優気取りの瞳を大成させることではなく10億を使い切ること」と高笑いしたため、葵・梶からともに一発を食らわされた。
井田森男
演 - 小野寺丈
瞳が所属する事務所の専務。やや言動がオカマっぽく、瞳からは「ガマガエル」と呼ばれている。
吉本啓太郎
演 - 団時朗
「戦国女子高生」の監督。遅刻に対して即クビを言い渡す、スタッフからの静止を拒否する、気に入らないことがあると撮影を放棄するなど、葵から「猛獣」と称されるほど気性が荒くこだわりが強い監督であり、それによって撮影スケジュールが遅れることもしばしば。
事件解決後は「自らの貯金を使ってでも撮影してほしい」と土下座した瞳の心意気を汲んで、低予算での撮影に組み替えた。
高橋翔平
演 - 岸本康太
「戦国女子高生」の忍者役。瞳宅の庭に忍びこんだところを葵に反撃し一時退散。その後、映画の撮影で葵と曜子に出くわしてしまう。2人に捕まり軽い拷問を受けたことでその目的が「『幸せを呼ぶノート（裏帳簿）』を手に入れるため」と自白した。
佐山えり
演 - 渋谷めぐみ
「戦国女子高生」で端役で出演する予定だった女優。瞳の付き人でもある。お化け屋敷の中で死体で発見される。
亡くなる前には瞳の付き人に代々伝わるストレス解消法「悪口ノート」を巡って瞳と争っており、それが事件のきっかけとされていた。しかし、本当は裏帳簿があることを知り、それをネタに青柳に金と主役の座をゆすったため、青柳に殺害された。
岩井
演 - 川鶴晃裕
前島
演 - 山根誠示
宅
演 - 山本辰彦
撮影所内での葵のメイド姿に、メイド映画のオーディションに誘おうとする。
観光客
演 - 島田佳子、高野由味子
撮影場内の映画村に設けられたお化け屋敷に来た客。お化け屋敷の中で佐山の死体を発見する。
劇中劇悪党頭
演 - 本山力
出資者
演 - 矢部義章、西山清孝、桜蘭ハナ
ファンドの出資者たち。出資特典の「映画撮影ツアー」として撮影所を訪れた。社長の青柳が来ないなど文句を言うが、瞳の迫真の謝罪に鞘を納める。

##### Mission 4「京都祇園・花街へ潜入! 舞妓vs芸妓 女のバトル!!」
早瀬吉乃
演 - 相田翔子
お茶屋「花村」の女将。祇園に対する高いプライドを持っており舞妓や客に非常に厳しく、無粋な客を出入り禁止にすることもあるが、そのせいで舞妓に逃げられることも多く、花村の財政も苦しくなっている。
花村を抜け出して庄司と外出している所を葵に目撃されるが、実は母への墓参りであった。
雪花
演 - 棚橋幸代
元々は花村の芸妓だったが、現在は独立し、通いで花村に勤めている。庄司の事を狙っているが、吉乃に牽制されている。
実は庄司を手に入れるために斉藤と手を組み花村を潰す計画を実施、それに気づいたこま鈴を殺害していた。
葵と斉藤の戦闘中にはかんざし投げで援護するも全て弾かれ、葵の投げたキューティークリーナーの一撃で倒され逮捕される。
連行時には葵から庄司の正体について明かされ、自分のしたことが無意味であると知り、力なく連行されていった。
鈴花
演 - 石橋菜津美
花村の舞妓。花街の習わしや掟に厳しく、仕込みとして入った葵にも初日から厳しく接する。そのあまりの厳しさから花村から舞妓が逃げた原因ではないかと雪花からも指摘されている。プライドも高く、桃花や偶然会った曜子と衝突する。
一方で、花村が潰れないよう斉藤から多額の花代をもらうなど、プライドを捨てて花村存続に動いている事に対し、吉乃と対立する。
雪花・桃花とともに斉藤との遊びの最中に全てを知る。戦闘中は桃花とともに怯えていたが、無事解放された。
桃花
演 - 菅野莉央
花村の舞妓。葵より年下だが、序列が近いことからすぐに打ち解け、花村の内情を教える。一方で、姉さん風を吹かせ花村を1人で支えると自負し、無粋な遊びも厭わない鈴花と対立する。
実は影で斉藤に「東京で一緒に暮らそう」と誘われており、こま鈴同様に引き抜きをかけられていた。
鈴花に絡んだ曜子を一喝した葵を見てただならぬ者と察したようだが、桜の代紋に目をパチパチさせたり、葵と斉藤の戦闘後はその気迫に息を飲んでいた。
斉藤浩一
演 - 本宮泰風
弁護士。金に物を言わす下品な遊びをしており、過去にはそれがもとで花村を出入り禁止された。以後は他のお座敷に鈴花・桃花を呼んでいる。中でも鈴花には大量に花代をあげるなど自他ともに認めるお気に入り。
しかし、本当は花村を出入り禁止となりプライドを傷つけられた腹いせに雪花と手を組み、花村を潰すことを計画。舞妓に「東京で暮らそう」と嘘を吐き、花村の舞妓を祇園から追い出すことで潰そうとしていた。しかし、葵の潜入による物証、さらにペットのトカゲのエサになるコオロギを飼っていたことで暴かれる。
正体が暴かれた後は部屋の薙刀で葵と交戦するも、最後はキューティークリーナーによるボディとアッパーを喰らい逮捕される。
実際は依頼人からも法外な報酬を取る悪徳弁護士であり、そのため依頼も減って収入も少なく、こま鈴にプレゼントしたライターは安物、エサのコオロギも特価品など、葵曰く「どこまでもしみったれた男」だった。
庄司和彦
演 - 中原丈雄
和菓子店「風松堂」の店主。吉乃のために作った和菓子を差し入れるなど、吉乃とかなり親しい関係にあり、鈴花や雪花からは吉乃の「旦那」ではないかと思われていた。
が、実は吉乃の「父」であり、母を亡くした吉乃の事を影ながら支援していた。
大友早苗
演 - あきやまりこ
お茶屋「京福」の女将。吉乃とはたがいに嫌味を言い合ったり、花村の客が流れて喜ぶなどライバルの関係である。
一方で、葵に対し花村の現状やこま鈴の秘密をこっそり教えた。
こま鈴
演 - 大石彩未
祇園の舞妓。鈴花とはライバルの関係だった。
桃花同様、斉藤に東京暮らしを持ち掛けられ乗るもそれが嘘だと知り、斉藤と雪花の計画に気付いて2人を追及。橋の上で2人と争い、その拍子に欄干から転落死する。
遺体の着物の袖には付近には棲息していないコオロギが入り込んでおり、それが犯人解明のヒントとなった。
春香
演 - 福井美都
花村の仕込み。葵が花村に来た際に逃げるように出ていった。

##### Mission 5「女帝と呼ばれたミステリー作家のトリックを暴け!」
島崎香奈子
演 - 岩佐真悠子
ミステリー作家の巨匠、島崎絵里子の娘。圭輔とは異父兄妹。現在は毎年「島崎絵里子 最後の遺稿」と銘打って遺作を発表し、その印税で暮らす生活をしている。
1年前に兄の圭輔が行方不明になるが、突如現れた圭輔を利き手の違いから財産目当てに現れた偽物と警戒する。反面、指紋の採取など家に鑑識が入ることを拒んだため、葵が潜入捜査をすることとなった。
圭輔が偽者であることを暴こうと数々の罠を仕掛けるも、逆に自分が「作品の参考にするため0歳の時に母が施設から引き取った、全く血の繋がらない人間」であることを教えられてしまう。
圭輔が残したギターに付着した血からDNA鑑定を行うが、葵から「DNAが一致した」という嘘を教えられ動揺、ミイラ化した兄の死体を確認しているところを葵に見つかり、自分が兄を殺した事を自白する。
圭輔を1人の男として見ていた香奈子は圭輔を自分の物とするため、圭輔と彼女である万里江を、からくり部屋化して厳重な管理下に置いていた書斎に保管していた最後の遺稿「死んでいた男」と同じトリックを使い殺害。圭輔の遺体を自宅で保管することで一生圭輔を自分の物としていた。
新体操の経験を生かしリボンと鎌、ボールなどで交戦。倒されるたびに圭輔の幻影から励ましを貰い戦うも、最後は葵に強烈な一撃を喰らい倒れ、圭輔とともに手を繋ぎながら果てる。
事件後、最後の遺稿である「死んでいた男」は出版されたが、トリックのみならず展開が今回の事件とそっくりであることが明らかになった。
島崎圭輔
演 - 柏原収史
香奈子の実の兄。1年前に猟銃の暴発で川に流された万里江を助けるため飛び込み自身も流されるが、遺体は見つからず「行方不明」として処理されていた。
突如として絵里子の前に現れるも、利き腕が違うことに気付き、香奈子が警戒するが、警察の介入を拒んだため、葵が潜入し調査することになった。
所々不審な点があるものらりくらりとかわし、指紋も事故による指の損傷によって取ることができないと逃げるも、DNA鑑定によって別人と発覚し、その正体は沖田であることを突き止めた。
しかし、本当の圭輔は香奈子によって殺害され、屋敷の中でミイラ化していた。
沖田和哉
演 - 野田晋市
圭輔の大学の同級生。顔と手に特殊メイクを施して圭輔に変装し、島崎家に潜入していた。
葵に偽者であると見破られ交戦しようとするも、あっさりと罪を認め、署で事情聴取を受けた。しかし、警察に対し香奈子が圭輔のことを1人の男として愛していたのではないかと伝えた。
楠瀬美恵子
演 - 和泉敬子
香奈子の叔母。叔母なら圭輔を見破れるだろうと香奈子が差し向けるも、見破れずに信じてしまい、さらに香奈子に対し、血の繋がらない人間であることを告げる。
若松徹
演 - 浅田祐二
島崎絵里子を担当していたWX出版社の担当者。島崎絵里子が残した本当に最後の遺作について香奈子に問い詰める。
藤川万里江
演 - 広瀬ちなみ
圭輔の彼女。1年前に香奈子・圭輔とともに山で狩りをしていたところ、圭輔が銃の点検中に暴発し撃たれ、その拍子に川に流され、その後遺体で発見される。しかし、本当は香奈子に猟銃で射殺されていた。
不良の男
演 - 土平ドンペイ
曜子にリベンジを挑んだ不良。棍棒で挑むも、葵からの電話を受ける曜子に片手間で倒され、曜子に「お前はもう、し…」と言われた後に血を吐いて倒れる。

##### Mission 6「『極道の妻』の一人息子を救え!」
中与志智子
演 - 南野陽子
指定暴力団・中与志組の八代目組長。先代の組長の妻であり、夫である和人の死去後跡目を継ぎ、女組長として舐められないよう阿久頭組に気勢を張っている。
阿久頭組との抗争激化に伴う安全の確保と、「極道の息子」という立場の和真のことを思い、鎌田を通じ北海道へ養子に出させようとする。和真のために後腐れが無いよう冷たく突き放す態度を取るが、心の中ではしっかりと育ってほしいと願っていた。
北海道への出発直前に和真が誘拐され動揺するが、葵に頼まれた曜子の運転でアジトに到着。葵を撃とうとしていた曽根を「中与志組の代紋入りヨーヨー」で攻撃し阻止した。その際には「おまんら、許さんぜよ!」と発し、その気迫に「後輩」でもある葵も気を付けをしてしまった。
和真解放後葵から真意を聴き、どんなに冷たくしても和真が母である自分の事を大切に思っていることを感じ、養子に行かせることを止め、自分の手で育てることを決意する。
飯島寛太郎
演 - 榊英雄
中与志組の若頭。顔は強面だが、極道らしく情にもろい。葵が梶と話し合っているところを「葵が阿久頭組のスパイ、梶が組員」と勘違いし詰問するも、葵が「梶はリストラされたばかりの父」と嘘をついたことを信用してしまう。
曽根善三
演 - 遠山俊也
中与志組の組員。先代組長の追っかけで極道の世界に入った。オカマできれいもの好き・男好き。体中にきつい香水をつけているため仲間の組員も迷惑しており、あまりのニオイに葵のくしゃみが止まらないほど。
ホストに大金を貢いでおり、自分がお気に入りのホストクラブを存続させる資金を手に入れるためホスト達と共に和真を誘拐し身代金を手に入れようとしていた。さらに、計画実行の前に北海道に行くことを恐れ鎌田も殺害していた。
しかし、和真誘拐時に葵が嗅いだ香水の匂いで犯人であることが発覚。ホストたちを葵にけしかけるがあっさりと倒されるものの、隙を見て葵を撃とうとするが、智子のヨーヨー攻撃で阻止される。最後は鎌田を慕っていた梶による鉄拳でノックアウトされ逮捕される。
荒木英佑
演 - 土屋裕一
中与志組の組員。和真の命の恩人として葵に優しくする。机の鍵付き引出しに銃をしまっていたが、実はモデルガンだった。
重盛万作
演 - 長江英和
中与志組の幹部。かなりのギャンブル好きで借金が多い。
立木伸行
演 - Fジャパン
中与志組の組員。対立相手の阿久頭組に突撃し半殺しにされる。キャバクラ好きでかなりの金額を貢いでいる。
鎌田照彦
演 - 芝本正
元京都府警暴力団担当刑事であり、梶も尊敬していた。中与志組と話をした後、夜道を歩いているところを曽根によって後ろからハサミで刺殺される。
刑事時代は中与志組を目の敵にしており、和人と付き合ったばかりの智子に和人が極道であることを教えた。その一方で組長になりたてだった和人に対し、「極道でしか生きられない奴らの居場所を自分の身勝手で潰すような事をするな」と組長の器について語るなど、徹底的に潰すようなことはせず大目に見ていた。
そのこともあってか和人が死に際に組員に対して「何かあったら頼れ」と教えており、殺される前に会っていたのも和真を鎌田の親戚を通じて北海道に養子として避難させる計画を練っていた。
中与志和真
演 - 後藤聡
智子の一人息子。何者かに誘拐されかけた所を道に迷った葵に助けられる。養子として北海道に出されることを知り、母と別れることに決意を固めるが、出発前の御手洗いから脱出。その後葵に発見されるも、マスクをかぶった男たちに再度誘拐されてしまう。
廃工場にて監禁されるが、葵と智子によって解放される。実は自分のお小遣いで最後に智子が使っており、出発直前に切らしていたハンドクリームを買うために脱出し買い物に行っていた。
阿久頭巳喜男
演 - 笹木俊志
阿久頭組の組長。新参の組だが、バックに強大な組織を付け、シマを狙い中与志組と敵対中。女組長の智子を見下し、自らの傘下にしようと企む。誘拐事件には関係なかったものの、玲子による潜入捜査の結果闇賭博場開帳が明らかになり逮捕される。
中与志和人
演 - 柴田善行
先代の中与志組組長。数年前にガンで死去。カリスマ性があり、男からも女からも好かれていた。若くして組を継いだが、血の気が多いせいか警察の厄介になることも多かったが、鎌田の説教で心を入れ替え、カリスマ性を持つようになった。智子は和人が平の組員の頃、極道と知らずに付き合い始めた。
男
演 - 柄谷吾史、奥深山新、辻村綾二
曽根お気に入りのホストたち。ホストクラブ存続に必要な金を手に入れるため曽根とともに和真誘拐・鎌田殺害を手伝っていた。
葵と拳銃・釘バット・ヌンチャクで応戦するも、1人目はホッケーのように缶を当てられ撃沈、2人目は攻撃を避けられた時にロッカーの上に置かれていた劇薬を被った後葵から一撃を喰らう。3人目はヌンチャクと格闘技で戦うもヌンチャクは返され、反撃の飛び蹴りは葵にかわされそのまま高所から落下し戦闘不能となった。

##### Mission 7「監禁された美少女メイドたちを救え!」
レイリー
演 - 山崎真実
伊波家に仕えるメイド。葵と同程度の戦闘力を持ち、2本の鋼鉄製クツベラを用いて戦う。
当初は後輩として入った葵をいじめるなど敵対するが、葵との戦闘中にわざと停電を引き起こされた際に潜入した真意として「親友である加奈の変死の真相を解き明かすため」であることを語り葵と目的が一致。以後は伊波の前では「葵をいじめる先輩メイド」を演じながら、影で葵に協力する。
伊波と塚越のSMプレイ中に突入し塚越を気絶させ、葵とともに伊波から監禁された少女の居場所を聞き出すことに成功。しかし、葵のいない間に伊波を詰問している最中に塚越に反撃を喰らう。塚越から拷問を受け殺されそうになるも、葵が救出。最後は葵に加勢し、加奈の仇を取る。
本名は「ほたる」であり、ホタルの英語「firefly」から「f」を抜いて並べ替えた「reily（レイリー）」がメイド名の由来。
伊波光彦
演 - 相島一之
インターネットゲームの開発企業「リバティゲート」の社長、一応社長なのだが見た目も中身もステレオタイプ（というより放送当時から見て数年前レベル）なオタクでメイドが大好き。仕事も自室から一切出ずにメールで指示している。
自宅内は無数の監視カメラと盗聴器によって監視しており、撮影したメイドの映像を裏でマニアに売って稼いでおり、さらに雇ったコスプレメイドをネットオークションにかけて、マニアたちに巨額の金で「売却」していた。かなりのドMで、塚越とのSMプレイが大好き。
SMプレイ中に葵とレイリーの脅しに屈し、少女たちの居場所を吐き出すが、監禁していた少女たちの言動を見せ付け、さらにレイリーが瀕死であることを教え葵を挑発する。葵と塚越との戦闘中にはおもちゃを使って応戦するも葵にあっけなく倒され、そのまま塚越と電流ムチで感電。最後は葵の一撃を喰らい逮捕される。
容姿は緑髪のおかっぱだが、実はカツラである。
塚越要
演 - 宮地真緒
リバティゲートの常務取締役であり、実質的な権力者。会社運営からメイドの教育まで伊波を完全にサポートしている。一方でドMの伊波に応えるべくドSキャラとして伊波をいじめていた。
伊波とのSMプレイ中にレイリーに気絶させられるが回復しレイリーを拷問・殺害しようとするも、葵に邪魔される。電流が流れる特製SM用ムチで応戦するも、葵とレイリーの連携によって伊波とともに感電自爆。最後に葵の一撃を喰らい逮捕される。
西村加奈
演 - 山内明日
失踪していたコスプレメイドの1人。メイド喫茶に勤務していたが、瀕死の状態で発見され、「ほたる」「リバティゲート」の言葉を残し息絶える。
レイリーとは高校時代の親友だったが、男に騙され作った借金を返済するため、コスプレメイドとしてリバティーゲートに就職。そのままメイドオークションにかけられて大金を手にするも、引き換えに心を病んでしまい、屋上から投身自殺を図った。しかし、そのことをリバティゲートが隠蔽し、加奈を見殺しにしていた。死ぬ間際に親友のレイリー（ほたる）を思い出し、その思いで「ほたる」と口に出していた。
メイド喫茶店長
演 - 藤岡太郎
コスプレメイド
演 - 芽衣、飛田尚美、前田侑里、三尾明日香
オタク風の学生
演 - 永吉訓、井上剛
少女
演 - 寺西加織、瀬村優美、児玉菜々子、いぶさまなは、春留奈、澤田祐衣
倉庫に監禁させられていたコスプレメイドたち。大金を手に入れるために自らリバティゲートのメイドとなっており、倉庫内に作られた広場にて生活、自分に高く値が付くようアピールしていた。警察に保護されても自分達は正しいと抵抗するが、葵・梶・玲子に諭され心を入れ替える。

##### Mission 8「呪われたウェディングドレスの謎を追え!」
椿沙織
演 - 星野真里
大道寺家の遠縁。両親を早くに亡くし、たらい回しにされていたところを先代に引き取られる。大道寺家内での立場は低く、摂子と鮎子にいびられる日々を送るも気丈に振る舞う。
実は忠宏の事を純粋に愛していたものの、忠宏の結婚話を聞いたことで婚約を破棄させ、自分と結ばれるように仕向けていた。由香子を睡眠薬と怪奇現象を使って混乱させ、限りなく事故に近い形で殺害し、知里も睡眠薬を使って傷を負わせていた。新たな婚約者となった葵も吹き矢で殺害しようとするも失敗し、さらに隠し部屋にブレスレットの一部が落ちていたことから犯人であることが発覚する。
最後まで呪いの花嫁のせいにしようとするも葵に一喝され、忠宏に対し想いを伝え抱擁し、梶たちに連行されていった。
大道寺忠宏
演 - 長谷川朝晴
京都の名家である大道寺家の当主、海堂の後輩でもある。由香子と婚約する予定だったが由香子は殺害されてしまう。家のしきたりにより先代の死後1年以内に結婚せねばならず、知里と婚約を結んだ。しかし、知里が来てから怪奇現象が相次ぎ使用人が困っているということで海堂に助けを求める。
知里が襲われた後、葵に対し、呪いの言い伝えとして、50年前に先代の恋人が家のしきたりである「当主の妻となる者は京都に5代以上暮らす家でなければならない」に合致しなかったため、その後の家の花嫁に対し呪いを込めて自殺したという事件を話した。
知里に婚約を破棄された後、おとり捜査の一環として葵からのプロポーズを受けて葵と婚約。おとり結婚式に臨むも、そこで全ての真実を知った結果、沙織の想いに気づき、連行前に抱擁を交わす。
事件後は大道寺家のしきたりを改めることにした模様。
鶴田亀吉
演 - 福本清三
大道寺家に古くから仕える庭師。忠宏が幼少の頃何度も助けられたらしく「大道寺家の守り神」と呼んでいる。一見すると幽霊のような身なりと顔つきで、その風貌は霊や呪いを信じない葵ですら「ミイラを見てしまった」と動揺するほど。
実は沙織が忠宏のことを愛していることを知り、「大道寺家の一員」である沙織を守り、忠宏と結ばれるように、忠宏の婚約者やいびる摂子・鮎子に対して怪奇現象を起こして怖がらせることや、沙織の殺人を手助けをしていた。また、ニセの幽霊になろうとした曜子を気絶し隔離。見つけた葵に対しても覆面を被り日本刀の二刀流で挑み互角を演じ、ほほにかすり傷を受けるも葵を脅し逃走する。
その後、おとり結婚式当日にも「呪」と書かれた着物を用意し脅かすも、全てを知る葵に看破され、葵との真剣勝負に挑み、結果相討ちに近い状態で崩れ落ちた。
大道寺摂子
演 - 山下容莉枝
先代の後妻。大道寺家内でも忠宏をコケにするほど傲慢にふるまう。常に沙織をいびり下僕・物のように扱っており、葵が忠宏と婚約を発表後には葵もいびりのターゲットに加えた。大道寺家の「呪い」の発端となった女性によく似ているらしく、先代が結婚したのは自殺した彼女への償いと忠宏は推測していた。
遺産が分配される先代の一周忌後に鮎子・沙織とともに家を出ていく予定であり、さらに忠宏が妻を貰わなかった場合、その分の遺産が摂子に渡る予定であった。
葵のドレス試着の際に怪奇現象が発生し、髪で首を絞められ、さらに庭に本物の幽霊を見つけ動揺する。
実は摂子の家は京都に2代しか住んでおらず、先代を騙して大道寺家に入り込み、遺産を手に入れようとしていた。そのことをおとり結婚式の場で葵に暴露され、「呪われたくなければ遺産を放棄しろ」と脅され逃げ帰る。
大道寺鮎子
演 - 榎園実穂
摂子の連れ子。傲慢さは母譲りで摂子とともに沙織や葵をいびるが、おとり結婚式の場で母である摂子の悪事をばらされ、摂子とともに逃げ帰る。
食事の場にて「あなたの席、ないから」と葵に言い放ち、葵が（あれ?どっかで…）と心の声を話すシーンがある。
松川知里
演 - 大西亜美
忠宏の婚約者。大道寺家のしきたりにより数週間前から大道寺家に住み始めるが、ずっと部屋にこもりっきりになってしまった。霊感が強いらしく、大道寺家には霊がいると怯える。ウエディングドレスを試着している最中に襲われ、軽傷で済んだものの忠宏との婚約を破棄した。
夏目由香子
演 - 坂本真衣
忠宏の前の婚約者。沙織によって睡眠薬を飲まされ、幽霊に混乱して屋敷を飛び出した際に転倒し頭を打ち死亡。遺体には「呪」と書かれたウエディングドレスを着せられていた。
大道寺家の幽霊
大道寺家に住まうとされる幽霊。50年前に先代の恋人が家のしきたりである「当主の妻となる者は京都に5代以上暮らす家でなければならない」に合致しなかったため、その後の家の花嫁に対し呪いを込めて自殺し、以後、大道寺家に嫁ぐ女性へ呪いをかけると言い伝えられていた。
しかし、葵のドレス試着の際に摂子に対して髪で首を絞めるなどかなり過激な怪奇現象を起こし、また、気絶させられた曜子を探す葵の前に白いもやの形で現れ、葵を導くなど、実際は本当の「大道寺家の守り神」的役割を担っていた。

##### Mission 9「グルメ評論家の裏の顔! 最高級旅館の秘密を暴け!」
加賀見梢
演 - 小沢真珠
老舗割烹旅館「梅むら」の若女将。半年前までは居酒屋のホールスタッフをしており、それが縁で幸広と結婚。結婚後は梅村で働いている。しかし、親バカの鈴子と頼りっきりの幸広の板挟みで悩む日々を送っている。
鈴子の戦略により、幸広に対し梅むらの味を門脇から教え込ませるため、必死に門脇を引き留めていた一方で、梅むらを旅館王にし、鈴子を蹴落として実権を握るため、西園寺に体で接待していた。
西園寺によって旅館王となり、新女将として鈴子を追放しようとしたため鈴子と乱闘する。
その後、西園寺の悪事が暴かれ逮捕された様子を見て、全てがおじゃんになり崩れ落ちた。
加賀見鈴子
演 - 黒田福美
「梅むら」の女将。毎年発表される「旅館王」を2年連続で獲得しており、今年も獲得せんと躍起になっている。「大切な息子をたぶらかした」として梢に対して厳しく接しており、特に金勘定に対してはヒステリックなほど厳しくしている。一方で幸広に対してはすぐに板長に就かせるなど親バカな一面もある。
以前から「旅館王」の称号を手に入れるため西園寺に多額の賄賂を渡す一方で、西園寺にほれ込み自らの体を差し出していた。
西園寺によって旅館王の称号を手に入れるも、勝手に新女将を名乗った梢に対し離縁の宣告と、門脇と不倫をしていたという嘘の告発を行い、梢と乱闘する。
その後、西園寺の悪事が暴かれ逮捕された様子を見て、これまで旅館王を手に入れるためにしてきたことが全て無に帰し崩れ落ちた。
加賀見幸広
演 - 六角慎司
「梅むら」の板長。鈴子の息子であり梢の夫でもある。先代が厳しかったことに反発し家を飛び出し、半年前まで居酒屋の板長を務めていた。そこで梢と出会い結婚。先代が亡くなったことを期に梅むらに戻る。しかし、気が弱い上に料理の腕はそれほどでもないらしく、梢からも呆れられている。梢が受けた仕打ちと同じ痛みを味わおうと自らを痛めつけるクセがある。一方で、料理の腕において劣る門脇に嫉妬していた。
旅館王を取るべく、自分なりに努力をしていたものの、梢・鈴子が裏で動いていたとは知らず動揺。最後は西園寺が逮捕される様を見て崩れ落ちた2人を見て同じように泣き崩れる。
西園寺透
演 - 城咲仁
グルメ評論家・味覚研究家。通称「旅館王子」、自分自身も「王子」と呼んでいる。本職である大学教授の傍らグルメ評論家としても活動し、今年度の「旅館王」の審査員長も務める。かなりのキザでウザい言動を行う葵の苦手なタイプ。常に自前の食器を持ち歩いている。
旅館王の称号を餌に、鈴子から多額の賄賂を受け取っていた。また、梢・鈴子の2人を言葉巧みに誘惑し、2人の体をも堪能しており、あまりの好みの選ばなさに潜入していた葵も引いていた。
鈴子の要望通り旅館王を梅むらに与えるも、記者として潜入していた玲子から差し出された「さくら特製塩入りメロンゼリー」によって味覚障害であることが発覚する。
実は味覚障害を患っており、塩味を感じることができず、甘味が無くても甘味を感じてしまっていた。その事に気づき脅迫した門脇を自殺に見せかけて毒殺していた。
全てを暴かれた後、手持ちの食器を投げるも弾かれ納涼床に逃げるも、「メイドキック」を喰らい転倒。欄干の1本を錫杖代わりに戦うも、キューティークリーナーで一刀両断後一撃を喰らい、下の地面に落下。最後は箸であがこうとするもとどめを刺され逮捕される。
立石愛子
演 - 宮嶋麻衣
「梅むら」の仲居。同じく仲居として入った葵に梅むらや西園寺について話す。
門脇良太
演 - 西村龍弥
「梅むら」の板前。街中で自殺したところを発見される。3年かけ立板になり、次期板長との呼び声がかかっていたが、先代の死と同時に幸広が帰り、鈴子により幸広を板長にしてしまったためひどく落胆していた。また、この現状を嘆き、梢とともに独立しようとしていたものの、幸広へ技術を教え込ませたい鈴子の方針により、梅むらに繋ぎとめられていた。
以前から鈴子が金で旅館王の称号を手に入れていたことを知っており、その事ネタに鈴子を脅迫し金を要求。しかし、応じなかった鈴子への脅迫と自分をもてあそんだ梢への嫌がらせとして、西園寺が出す料理に塩を混入。しかし、その料理を西園寺が平気で食べていたため、西園寺が味覚障害を患っていることを知る。それを種に西園寺を脅迫するも、逆に西園寺に毒殺されていた。
記者
演 - 柴田裕司、林哲夫
石橋たま
演 - 伊藤えん魔
旅館王の審査員の1人。大食いタレントで、料理を手づかみで食べる。
莉子
演 - 福井美都
旅館王の審査員の1人。グラビアアイドルで行儀が悪い。
山田
演 - 窪田弘和

##### Mission 10「京都・美女連続殺人事件の謎を追え!」
宇野粧子
演 - 横山めぐみ
美容アナリスト。世間からは「美のカリスマ」と呼ばれており、美容体操を収録したビデオが爆発な売上を記録した旬な人。大きな花柄の洋服がトレードマーク。ファンを「ハニー」と呼ぶなど外来語を使うことが多く、葵も理解が追いつかなかったほど。何者かによって粧子に似た服を着た女性が襲撃される事件が相次ぎ、粧子にも襲撃予告が来たため警察が警護を申し出るも拒否。そのため、葵が身辺調査兼警護として送り込まれる。かなりの自信家で葵の警護も最初は拒否するが、ボブを取り押さえたことから「面白い」として雇うようになる。京都郊外に大豪邸を持ち、ボブらメンズと共に暮らしている。
宇野悦子
演 - 宮地雅子
粧子の姉。粧子のマネージャーも務め、粧子を裏で献身的にバックアップしている。姉として粧子の身を案じている。
宇野理香
演 - 柳沢なな
粧子の妹。美を追求し奔放な生活を送る粧子とその下で働く悦子を嫌っている。
NIKKO
演 - ふせえり
美容アナリスト。粧子のライバルであり、美容ネタのパクリ疑惑やブログの順位など何かといろいろなことで火花を散らしている。
ボブ
演 - サミュエル・ポップ
粧子のメンズ。黒人ながら下駄を履いているという奇妙ないでたち。粧子に近づいたところを不審者と間違えた葵に取り押さえられる。ボブに限らず粧子のメンズは中国風・カウボーイ風・ラテン風と全員奇妙な恰好をしている。
ジョニー
演 - 早川進悟
メンズ
演 - 恒松勇輝、南誉士広、ゲイリー・J・コフマン
広野浩三
演 - 山口幸晴
祇園のキャバクラ「ageアゲ」の店長。違法賭博で稼いだ2000万の使途不明金が流れていると噂されている。
モデル
演 - 新井涼子
記者
演 - 宇谷玲
配達人
演 - 木村康志
ゲスト
演 - いわすとおる
ボーイ
演 - 林健太郎
通行人
演 - 後藤健司
妙子
演 - 車田妙子
キャバ嬢。

##### Last Mission「海堂死す!?」
大隈季和子
演 - 国生さゆり
大隈教授夫人。
大隈武次郎
演 - 本田博太郎
大学教授。
島野公也
演 - 須藤元気
大隈の研究助手。
- 内藤和也
- 吉田輝生
- 石川典佳

### スタッフ
- 原作 - 早見裕司
- 脚本 - 真部千晶、波多野都、末安正子、ハセベバクシンオー、岩下悠子、松田知子
- 音楽 - 栗山和樹
- 主題歌 - JYONGRI「無敵な愛」（2009年8月19日、EMIミュージック・ジャパン）
4話では葵が持つ携帯の着メロにも使われている。
- 挿入歌 - 福田沙紀「明日への光」（2009年8月12日、EMIミュージック・ジャパン）
- 音楽協力 - テレビ朝日ミュージック
- 企画協力 - 古賀誠一（オスカープロモーション）
- チーフプロデューサー - 井圡隆（テレビ朝日）
- プロデューサー - 島川博篤（テレビ朝日）、榎本美華（東映）、小柳憲子（東映）
- 監督 - 藤岡浩二郎、山下智彦、橋本一
- 制作 - テレビ朝日、東映

### 放送日程
| Mission                                                        | 放送日        | サブタイトル                                   | 潜入先                | 脚本               | 監督       | 視聴率 |
| -------------------------------------------------------------- | ------------- | ---------------------------------------------- | --------------------- | ------------------ | ---------- | ------ |
| Mission 1                                                      | 2009年6月26日 | 京都セレブ夫人を救え!!                         | 仙石家                | 真部千晶           | 藤岡浩二郎 | 9.5%   |
| Mission 2                                                      | 2009年7月03日 | メイド刑事、誕生の秘密!                        | 三津田家              | 真部千晶           | 藤岡浩二郎 | 8.2%   |
| Mission 3                                                      | 2009年7月10日 | 天才女優をボディーガードせよ!                  | 右京映画撮影所 青柳家 | 波多野都           | 山下智彦   | 9.4%   |
| Mission 4                                                      | 2009年7月24日 | 京都祇園・花街へ潜入! 舞妓vs芸妓 女のバトル!!  | 祇園のお茶屋・花村    | 末安正子           | 山下智彦   | 8.0%   |
| Mission 5                                                      | 2009年7月31日 | 女帝と呼ばれたミステリー作家の トリックを暴け! | 島崎家                | ハセベバクシンオー | 橋本一     | 8.2%   |
| Mission 6                                                      | 2009年8月07日 | 「極道の妻」の一人息子を救え!                  | 中与志組の屋敷        | 真部千晶           | 橋本一     | 9.2%   |
| Mission 7                                                      | 2009年8月14日 | 監禁された美少女メイドたちを救え!              | 伊波家兼オフィス      | 岩下悠子           | 藤岡浩二郎 | 6.8%   |
| Mission 8                                                      | 2009年8月21日 | 呪われたウェディングドレスの謎を追え!          | 大道寺家              | 波多野都           | 藤岡浩二郎 | 5.4%   |
| Mission 9                                                      | 2009年8月28日 | グルメ評論家の裏の顔! 最高級旅館の秘密を暴け!  | 老舗割烹旅館・梅むら  | 松田知子           | 山下智彦   | 7.3%   |
| Mission 10                                                     | 2009年9月04日 | 京都・美女連続殺人事件の謎を追え!              | 宇野家                | 波多野都           | 山下智彦   | 8.8%   |
| Mission 11 (Last Mission)                                      | 2009年9月11日 | 海堂死す!?                                     | 大隈家                | 真部千晶           | 藤岡浩二郎 | 9.6%   |
| 平均視聴率 8.22%（視聴率はビデオリサーチ調べ、関東地区・世帯） |               |                                                |                       |                    |            |        |

- 7月17日は「第138回全英オープンゴルフ 第2日」放送のため休止
- 7月31日は「第33回全英リコー女子オープンゴルフ 第2日」放送のため一部の遅れネット局はMission5に限り同時ネットで放送[5]
- 8月14、21日は「熱闘甲子園」の放送のため30分遅れの23:45開始

### 遅れネット局
- KUTVテレビ高知（TBS系列） - 2009年8月7日より毎週金曜日24:03〜24:58
- NKT日本海テレビ（日本テレビ系列） - 2010年8月12日より毎週木曜日25:23〜26:18

### 各話のシナリオの基になった原作（小説）
- Mission 1 - 1巻1話がベース
- Mission 2 - 1巻3話がベース
- Mission 3 - 2巻1話がベース
- Mission 4〜Mission 6 - ドラマオリジナル
- Mission 7 - 1巻2話がベース
- Mission 8 - 2巻2話がベース
- Mission 9〜Last Mission - ドラマオリジナル

| テレビ朝日系 金曜ナイトドラマ        | テレビ朝日系 金曜ナイトドラマ                                     | テレビ朝日系 金曜ナイトドラマ                                          |
| 前番組                               | 番組名                                                            | 次番組                                                                 |
| ------------------------------------ | ----------------------------------------------------------------- | ---------------------------------------------------------------------- |
| 名探偵の掟 （2009.4.17 - 2009.6.19） | メイド刑事 （2009.6.26 - 2009.9.11） 【本作までローカルセールス】 | マイガール （2009.10.9 - 2009.12.11） 【ここからネットワークセールス】 |